# Praia da Lagoinha do Leste
Praia da Lagoinha do Leste est une plage de la municipalité de Florianópolis, au Brésil. Elle se situe au sud-est de l'île de Santa Catarina, entre deux pointes rocheuses, face à l'océan Atlantique, dans le district de Pântano do Sul. 
La plage se trouve au fond d'une anse profonde, entre l'océan et un petit lac en forme de « S », la lagoinha do Leste. Elle est difficile d'accès et ne peut être rejointe qu'à pied après une longue marche. 
Longtemps uniquement fréquentée par les pêcheurs de Pântano do Sul, elle attire aujourd'hui principalement les amateurs de tourisme écologique. 